# Flops
Flops er et udtryk inden for computere og beregninger, der står for floating point operations per second, og er et mål for en computers beregningskraft. Computerberegninger med meget små størrelser eller meget store størrelser kræver, at man regner med flydende tal. Ligeledes må man bruge flydende tal, hvis beregningen kræver i store talintervaller. Flydende tal findes i tre størrelser 64 bit (dobbelt præcision), 32 bit (enkelt præcision) og 16 bit (halvpræcision) og flops angivelser kan være for alle disse størrelser. For moderne supercomputere vil angivelserne normal være for dobbelt præcision. Flops er et bedre mål for en computers regnekraft end antal instruktioner per sekund (IPS).
De almindelige SI-præfikser anvendes på dette udtryk; dvs. megaflops (millioner flops), gigaflop (milliarder flops), teraflops, petaflops etc. 

## Rekorder
Den nuværende hurtigste supercomputer hedder "Sunway TaihuLight"[kilde mangler] og blev bygget ved National Supercomputing Center i byen Wuxi, Kina. "Sunway TaihuLight" har yder 93 petaflops og er næsten tre gange så kraftig som den tidligere nummer et "Tianhe-2", som blev bygget ved National Supercomputing Center i byen Guangzhou. Til sammenligning yder en moderne hjemmecomputer med f.eks. 2 GHz processor nogle få gigaflops. En almindelig lommeregner klarer ca. 10 flops. 

### Danmark
Danmarks Tekniske Universitet har bygget den hurtigste supercomputer i Danmark.[kilde mangler] Den har en regnekraft på 46 teraflops.[kilde mangler] Den tidligere danske rekordindehaver var Syddansk Universitet, som har en supercomputer med en regnekraft på 8,5 teraflops.[kilde mangler]
Vestas A/S har i dag Danmarks hurtigste supercomputer med en regnekraft på over 150 teraflops.[kilde mangler]

## Det europæiske LUMI-projekt
Danske forskere bygger sammen med forskere i ni andre europæiske en ny supercomputer i præ-exaskala med en maksimal teoretisk ydelse på 552 petaflops. Computeren skal stå i Finland og vil koste 1,5 milliarder danske kroner. Computeren hedder LUMI, fortæller professor Torben Larsen, der medlem af LUMIs styrekomite til Ingeniøren.